# Feria Internacional del Libro de Alejandría
La Feria Internacional del Libro de Alejandría (en árabe: معرض الكتاب الدولي بالاسكندرية; en inglés: Alexandria International Book Fair) es un evento cultural que tiene como premisa la promoción de la lectura y que toma lugar anualmente en la ciudad de Alejandría, Egipto.

## Historia
La Feria de Alejandría se inauguró pocos años después de la construcción de la Bibliotheca Alexandrina, convirtiéndose en uno de los principales polos de atracción de la cultura de la ciudad, además de libros, diferentes museos y centros de estudios de ciencias y artes. En poco tiempo, tuvo un rápido crecimiento tanto de visitantes como de editores nacionales e internacionales, convirtiéndose en la segunda feria del libro más importante de Egipto justo detrás de la Feria Internacional del Libro de El Cairo, que es la más antigua del país. El crecimiento tuvo un impulso importante en la edición del 2019, consiguiendo el mayor crecimiento desde su creación, destacando la mayor afluencia del público joven interesado por la literatura.
Además de los libros, la feria también destaca por la programación de talleres, seminarios y debates sobre el rol de la mujer en el mundo árabe sumando con un total de más de 150 actividades programadas anualmente durante las dos semanas que dura el evento.

## Últimas ediciones
La feria cuenta con una presencia destacada de editores y autores de países de Oriente Medio, además de tener un invitado de honor sobre el que giran varios debates y actividades.
- XV, celebrada en 2019.
  - País invitado: Francia[3]
- XIV, celebrada en 2018.
  - País invitado: Arabia Saudita[4]
- XIII, celebrada en 2017.
  - País invitado: Italia[5]